# Ungarische Wicke

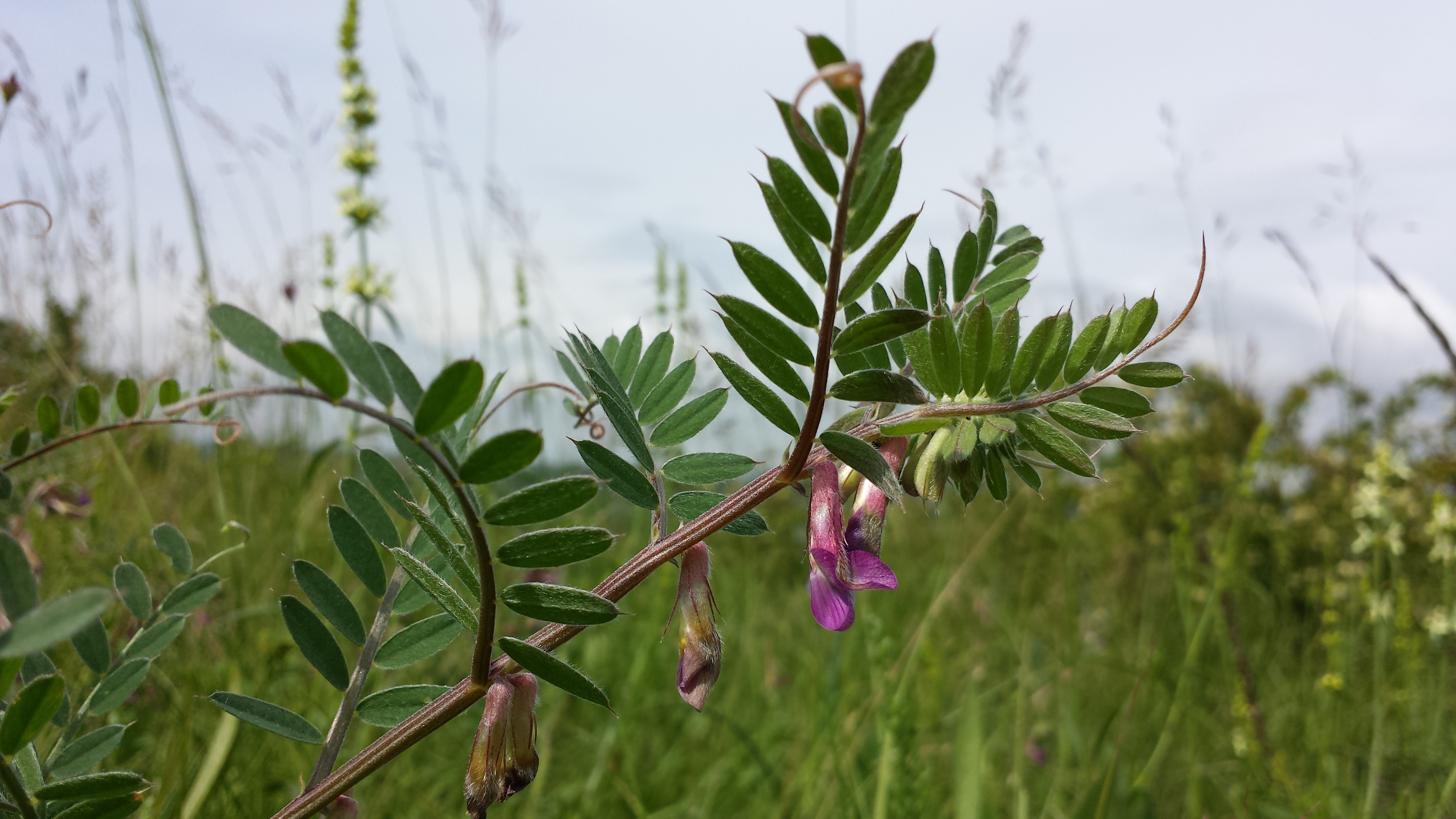
Gestreifte Wicke (Vicia pannonica subsp. striata)

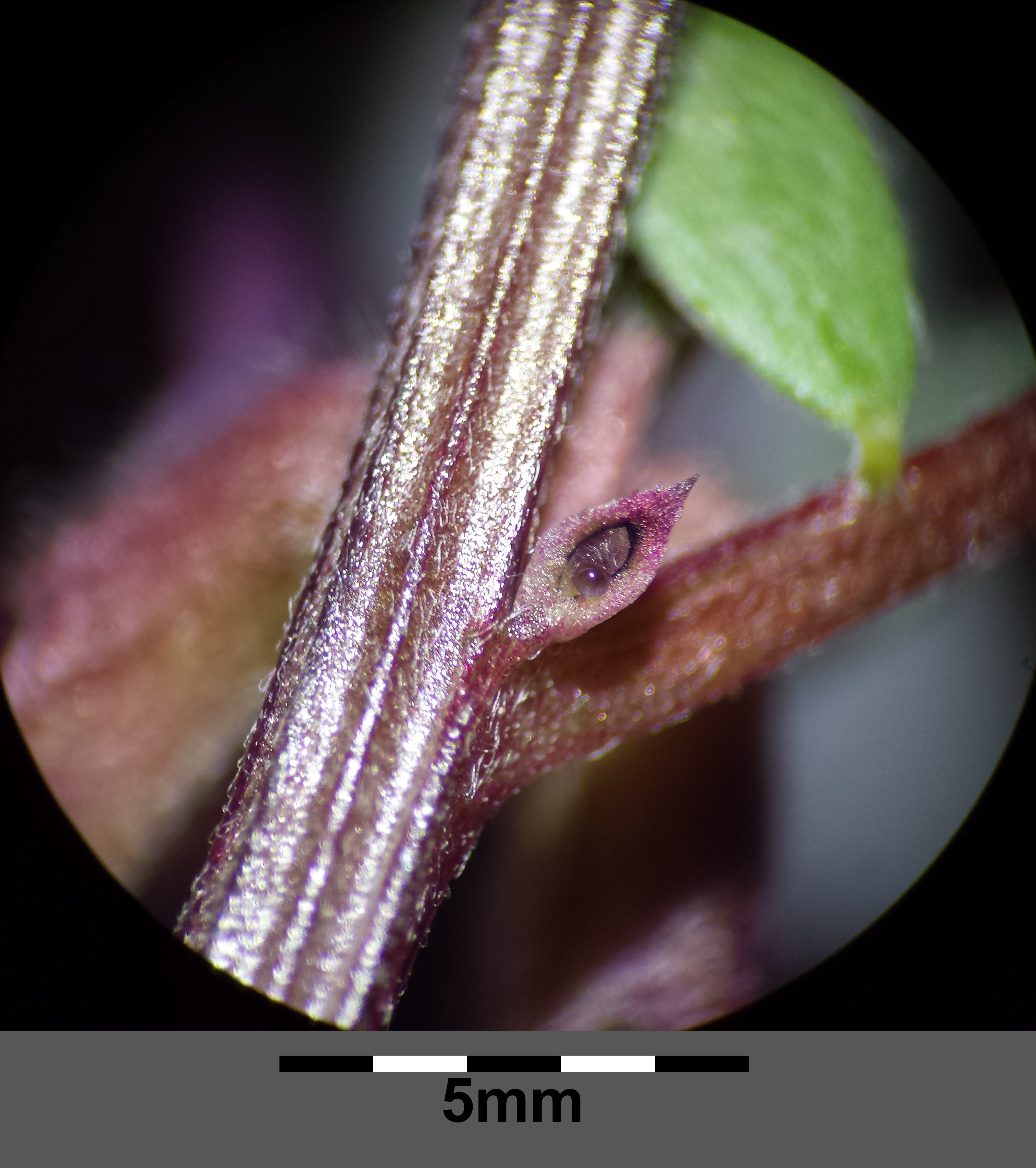
Stängel mit Nebenblatt und Nektarium

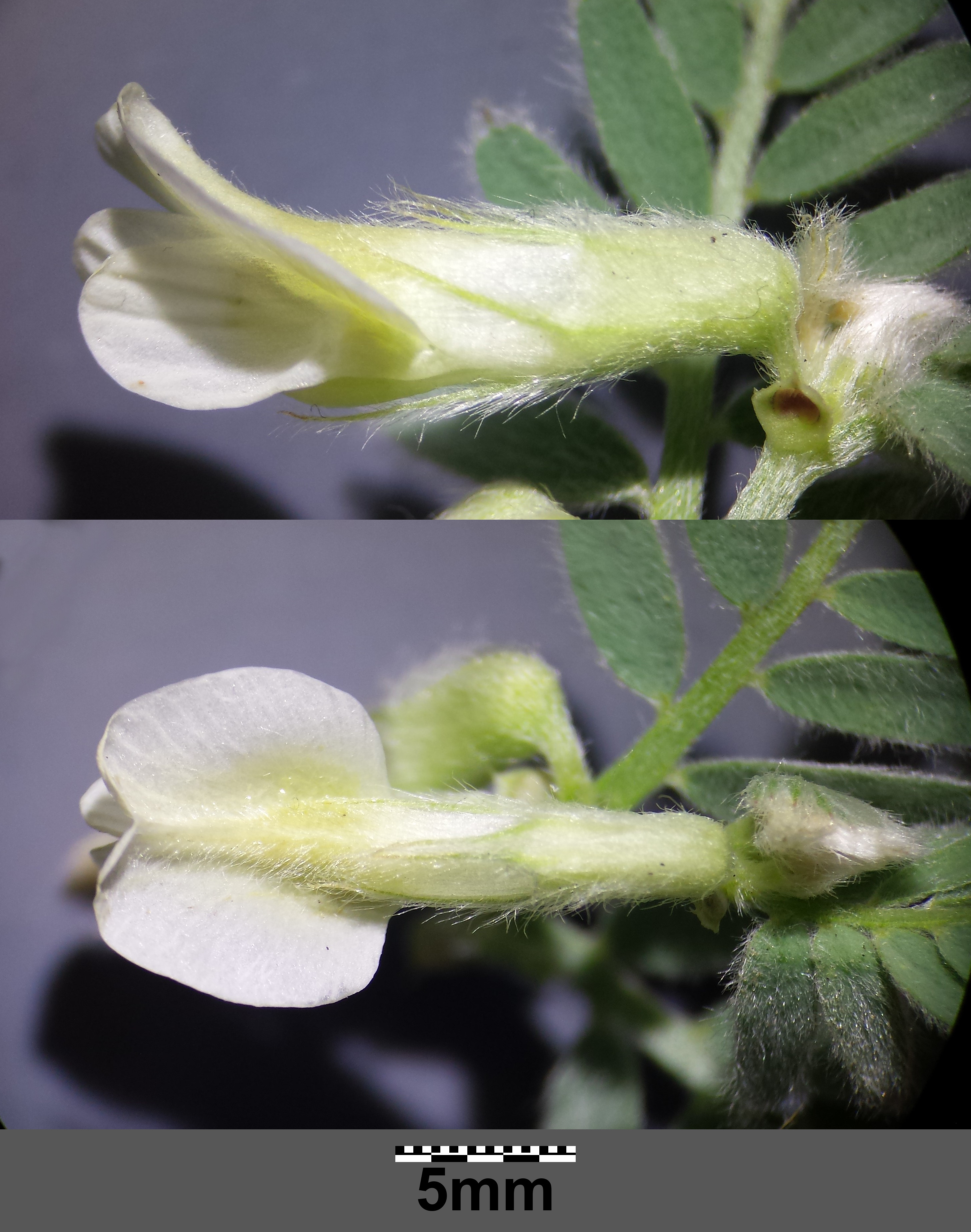
Schmetterlingsblüte von Vicia pannonica subsp. pannonica

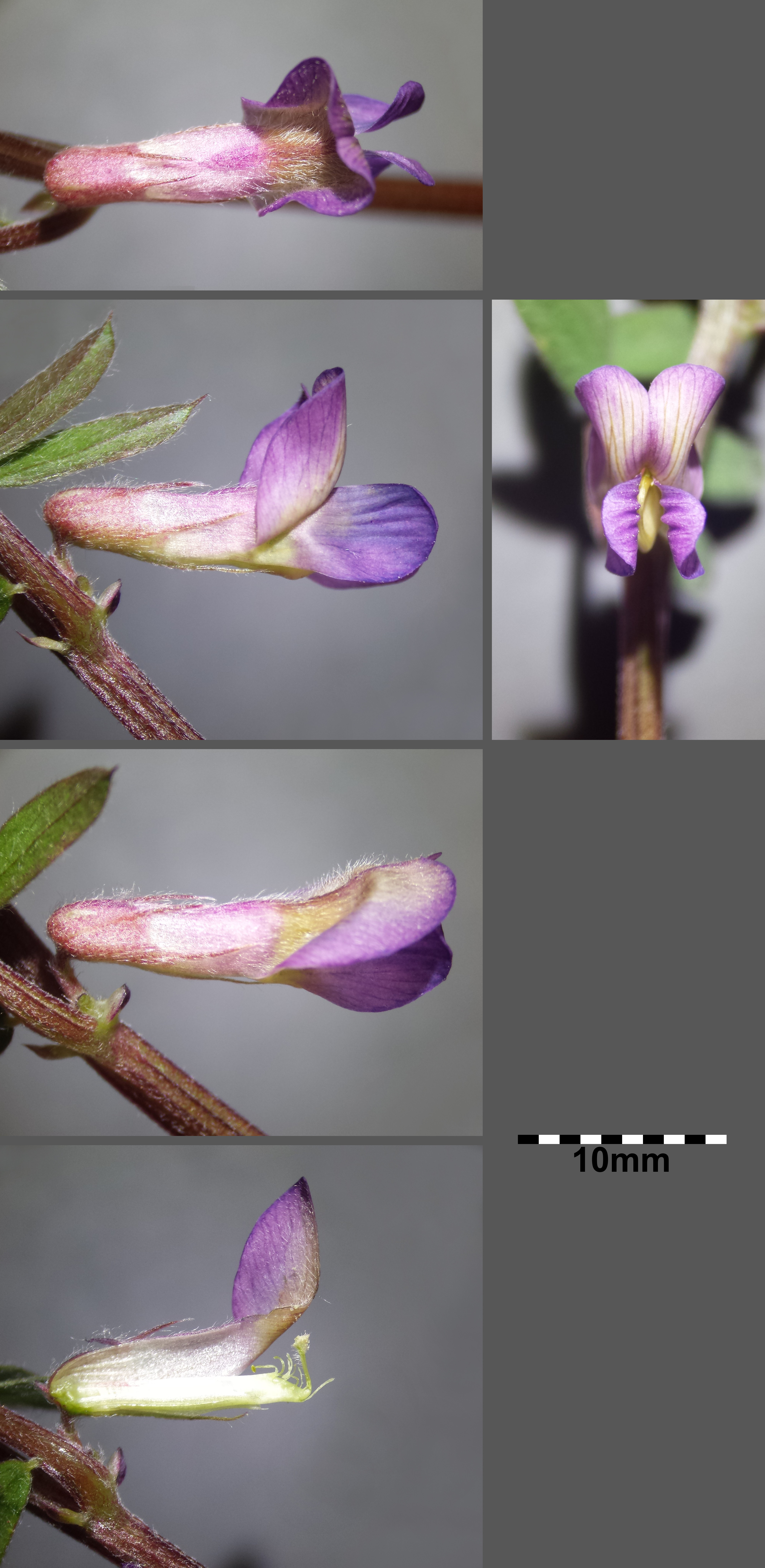
Schmetterlingsblüte von Vicia pannonica subsp. striata, die Fahne ist außen dicht behaart

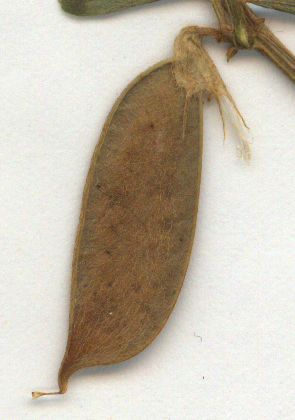
Vicia pannonica subsp. pannonica, Hülsenfrucht

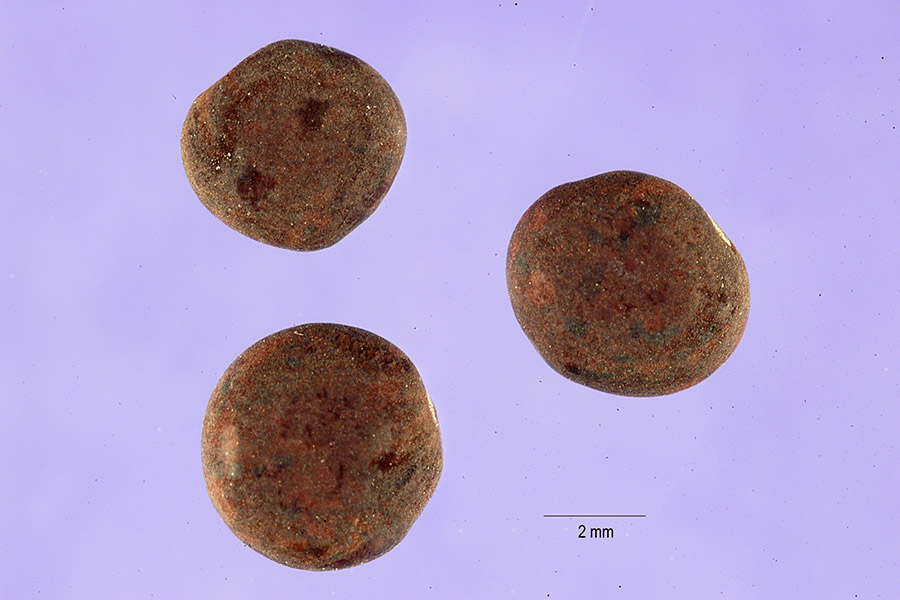
Vicia pannonica subsp. pannonica, Samen

Die Ungarische Wicke, Pannonisch-Wicke oder Pannonische Wicke (Vicia pannonica) ist eine Pflanzenart aus der Gattung Wicken (Vicia) in der Unterfamilie der Schmetterlingsblütler (Faboideae). Sie ist von Algerien über Europa bis zum Kaukasusraum und Westasien verbreitet. Im deutschen Sprachraum ist sie nur im pannonischen Gebiet Österreichs indigen und tritt im westlichen Mitteleuropa meist nur unbeständig auf.

## Beschreibung

### Erscheinungsbild und Blatt
Die Ungarische Wicke ist eine einjährige, winteranuelle, krautige Pflanze mit besserer Winterhärte als die der Winterwicke. Der niederliegende, aufsteigende oder kletternde, höchstens am Grunde verzweigte und 20 bis 50 Zentimeter lange Stängel ist gerillt und ebenso wie die Laubblätter meist weich bis zottig behaart.
Die kurz gestielten bis fast sitzenden Laubblätter sind gefiedert mit sieben bis neun Paaren Fiederblättchen und Ranken. Die ziemlich schwachen Ranken sind einfach oder verzweigt. Die sehr kurz gestielten Fiederblättchen sind lineal bis schmal verkehrt-eiförmig, 1 bis 1,5 Zentimeter lang und 2 bis 5 mm breit, stumpf oder gestutzt bis seicht ausgerandet und kurz bespitzt sowie mehr oder weniger anliegend behaart. Die Nebenblätter sind klein, eiförmig-lanzettlich bis halbspießförmig, spitz und mit schmalen, braunen Nektarien versehen.

### Blüte
Die Blütezeit reicht von April bis Juni. Die kurzen gestielten, nickenden Schmetterlingsblüten befinden sich einzeln oder bis zu viert in den Blattachseln. Die zwittrigen Blüten sind 1,5 bis 1,8 Zentimeter lang, zygomorph und fünfzählig mit doppelter Blütenhülle. Die fünf Kelchblätter sind zu einem röhrigen bis glockigen Kelch verwachsen, der sehr schief, grünlich-weiß, dicht behaart ist und mit pfriemlichen bis fädigen Kelchzähnen endet. Die untere Kelchzähne sind etwa so lang wie die Kelchröhre und deutlich länger als die oberen. Die Krone hat die typische Form der Schmetterlingsblüte und ist mehr oder weniger dreimal so lang wie die Kelchröhre, gelblich bis violettbräunlich. Die Fahne ist gerade vorgestreckt, außen dicht angedrückt behaart, mit meist braunrotem Mittelstreif und wenig länger als die Flügel und das Schiffchen.

### Frucht und Samen
Die Hülsenfrucht ist 2,5 bis 3 Zentimeter lang und 7 bis 9 mm breit, nach beiden Enden stark verschmälert, hellbraun, anliegend zottig bis seidig schimmernd behaart und enthält zwei bis acht Samen. Die Samen sind kugelig oder stärker abgeflacht und samtartig rau.

### Chromosomenzahl
Die Chromosomenzahl beträgt 2n = 12.

## Vorkommen
Das Verbreitungsgebiet der Ungarischen Wicke reicht von Algerien und Spanien im Westen bis zum Kaukasusraum und nordwestlichen Iran im Osten. Im Norden reichen indigene Vorkommen bis Zentralfrankreich, die ehemalige Tschechoslowakei und die nördliche Ukraine. In Deutschland, der Schweiz und den Niederlanden ist sie ein eingebürgerter Neophyt.
In Österreich tritt die Ungarische Wicke im pannonischen Gebiet zerstreut bis selten, sonst nur unbeständig in der collinen bis submontanen Höhenstufe auf. Die indigenen Vorkommen beschränken sich auf die Bundesländer Wien, das Burgenland, Niederösterreich und Oberösterreich. In Deutschland kommt sie zerstreut bis selten und meist unbeständig vor allem in der Mitte und im Südwesten vor, z. B. in der Pfalz und im Rhein-Main-Neckar-Gebiet, in Bayern vor allem im Bereich der Stromtäler von Main und Donau. Die Bestände in Mitteleuropa sind im Rückgang begriffen.
Die Ungarische Wicke gedeiht am besten aus sandigen, lockeren Lehmböden, die oft kalkarm sind. Sie wächst in Mitteleuropa in Getreide-, Klee- und Luzernenäckern, an Feldrainen, Wegrändern, seltener Brachen sowie Bahndämmen und ähnlichen trocken-warmen Biotopen. Sie gilt im pflanzensoziologischen System als Charakterart der Secalinetea.
Die ökologischen Zeigerwerte nach Landolt et al. 2010 sind in der Schweiz: Feuchtezahl F = 2 (mäßig trocken), Lichtzahl L = 3 (halbschattig), Reaktionszahl R = 4 (neutral bis basisch), Temperaturzahl T = 4+ (warm-kollin), Nährstoffzahl N = 3 (mäßig nährstoffarm bis mäßig nährstoffreich), Kontinentalitätszahl K = 4 (subkontinental).

## Systematik
Die Erstveröffentlichung von Vicia pannonica erfolgte 1769 durch Heinrich Johann Nepomuk von Crantz in Stirpium Austriacarum fasciculus, ed. 2, vol. 2(5), S. 393.
Vicia pannonica Crantz kommt in zwei Unterarten vor, die sich in der Blütenfarbe unterscheiden:
- Gewöhnliche Ungarische Wicke oder Pannonische Wicke im engeren Sinne (Vicia pannonica Crantz subsp. pannonica)[11] weist hellgelbe bis fast weiße Blüten auf. Die Chromosomenzahl beträgt 2n = 12 (selten 14).[12][11]
- Gestreifte Ungarische Wicke oder Gestreifte Wicke (Vicia pannonica subsp. striata (M.Bieb.) Nyman, Syn.: Vicia striata M.Bieb., Vicia pannonica var. purpurascens (DC.) Ser.)[13] weist schmutzigviolette Blüten auf. Die Chromosomenzahl beträgt 2n = 10.[14]

## Nutzung
Die Ungarische Wicke wird in Österreich zur Böschungsbegrünung genutzt und wurde zumindest früher als Futterpflanze angebaut.